# Acanthoscurria simoensi
Acanthoscurria simoensi là một loài nhện trong họ Theraphosidae.
Loài này thuộc chi Acanthoscurria. Acanthoscurria simoensi được miêu tả năm 2000 bởi Vol.